# BB Girls
BB Girls (кор. 브브걸스; раніше відомі як Brave Girls) — південнокорейський жіночий гурт, створений продюсером Brave Brothers у 2011 році та керований Brave Entertainment. Після свого дебюту з синглом The Difference 7 квітня 2011 року, гурт випустив шість мініальбомів, включаючи Back to da Future (2011), Re-Issue (2012), High Heels (2016), Rollin'  (2017), Summer Queens (2021) і Thank You (2022). Спочатку BB Girls складалися з п'яти учасниць, але гурт зазнав кількох змін у складі, і поточним складом є: Мінйон, Юджон, Инджі та Юна, без учасниць які перебували з дебюту. У 2021 році гурт набув популярності після того, як їх пісня «Rollin'» несподівано стала вірусною. У лютому 2023 Brave Girls не продовжили свої контракти з Brave Entertainment, натомість пізніше у квітні підписали контракт з Warner Music Korea. Гурт також офіційно змінив назву на BB Girls. 

## Історія

### Предебют
21 вересня 2010 року Brave Brothers оголосив, що відкриває новий хіп-хоп гурт з 4 учасницями під назвою Brave Girls. 14 березня 2011 року Инйон було визнано лідеркою гурту. Вона є племінницею Шін Ха Ґюна, актора, відомого своєю роллю у фільмах «Ласкаво просимо до Донмакголь» та «Співчуття пані Помсті». 17 березня Херан привернула до себе увагу через свою схожість зі співачкою Сон Дамбі та через старі відео з репетиціями танців, які призвели до того, що її ім'я було показано на таких відеосайтах, як Mgoon. Єджін також привернула увагу завдяки тому факту, що вона була «Miss Seattle'» на конкурсі Міс Корея 2008, а також тому, що вона схожа на актрису Кім Са Ран. Соа привернула увагу своєю попередньою кар'єрою як модель для різних журналів і реклами.

### 2011—2015: Дебют,Back to da Future,Re-Issueта перерва

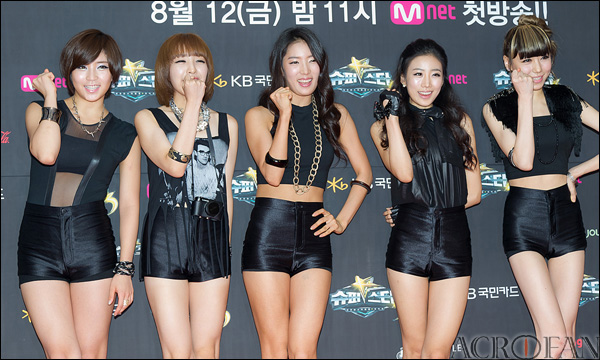
Brave Girls на прем'єрі Superstar K 3, 2011

31 березня 2011 року Brave Brothers випустили два тизери, розкриваючи дві концепції, з якими гурт виступатиме. 7 квітня вони випустили свій дебютний сингл-альбом The Difference разом із музичним кліпом на заголовний трек «Do You Know». Потім вони дебютували на KBS Music Bank із рекламними треками «So Sexy» і «Do You Know». Музичне відео на пісню «So Sexy» було випущено 10 липня.
28 липня Brave Girls випустили головний сингл зі свого дебютного мініальбому Back to da Future під назвою «Easily», у якому виступає корейський реггі-виконавець Skull, а також музичне відео до нього. Brave Brothers заявив, що ця пісня є даниною пісні Кім Ганмо «Excuse». Повний мініальбом був випущений 29 липня і досяг 14 позиції в чарті альбомів Gaon, продавши 1606 копій. На 19-й церемонії нагородження Korea Culture Entertainment Awards, яка відбулася 15 грудня, гурт отримав нагороду «Новачок року».
22 лютого 2012 року Brave Girls випустили свій другий мініальбом Re-Issue і провели промо-презентацію альбому, включно з виступом Teen Top. Мініальбом посів 1 місце в чарті альбомів Gaon. Заголовна пісня «Nowadays» посіла високі позиції в хіт-парадах і стала однією з найбільш популярних тем на корейських веб-сайтах. 31 серпня 2013 року Brave Girls випустили сингл під назвою «For You». У лютому 2014 року Brave Brothers повідомив, що він збирався працювати над повноформатним альбомом для гурту, але альбом було призупинено на невизначений термін через його співпрацю з AOA. Brave Girls залишалися неактивними протягом наступних двох років.

### 2016—2020: зміни в складі,High HeelsіRollin'

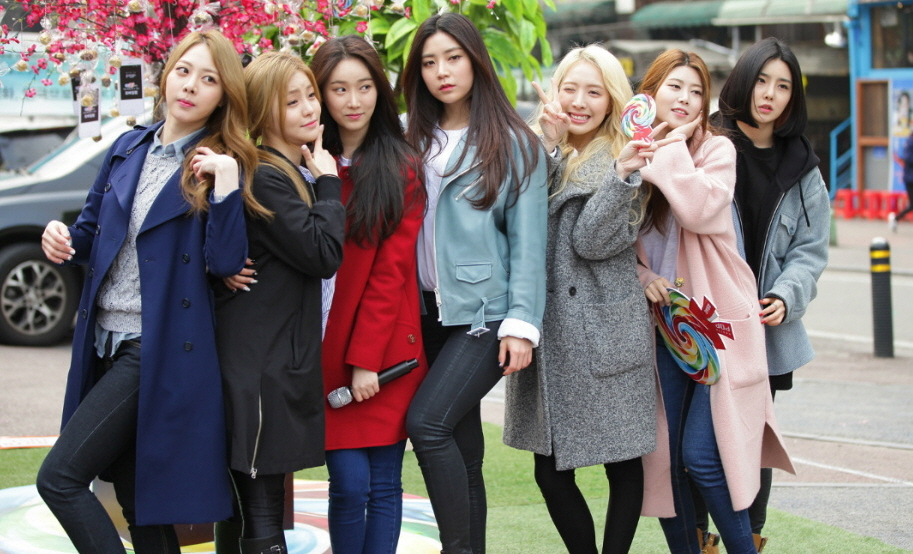
Brave Girls у березні, 2016

Після 2-річної перерви було оголошено, що Brave Girls повертаються у складі семи учасниць, з двома початковими учасницями (Юджін і Херан) і п'ятьма новими учасницями (Мінйон, Юджон, Инджі, Юна та Хаюн). 16 лютого гурт випустив цифровий сингл під назвою «Deepened». 19 червня Brave Girls випустили свій третій мініальбом High Heels і музичний кліп на його заголовну пісню «High Heels». 1 вересня гурт випустив цифровий сингл і кліп до нього під назвою «Yoo-hoo».

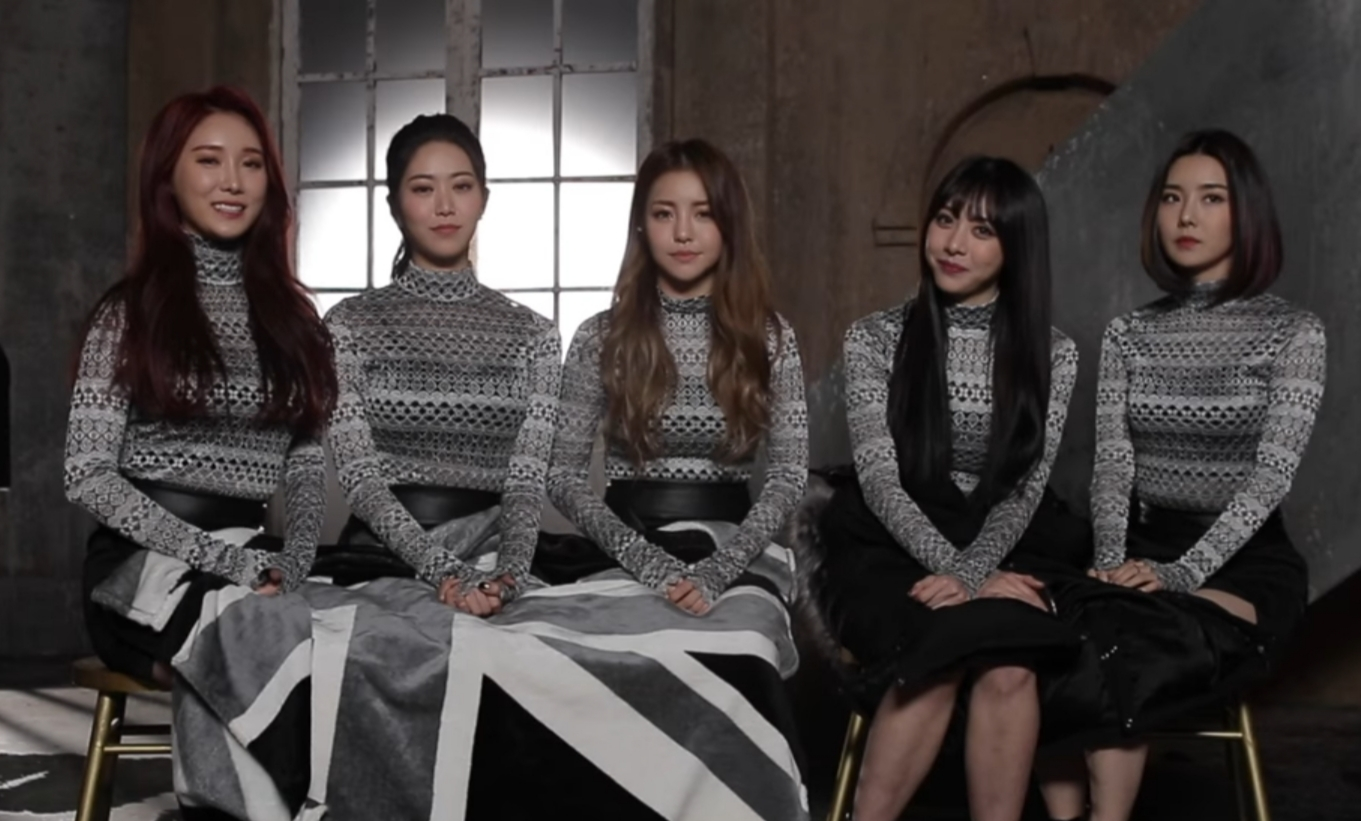
Brave Girls на зйомках кліпу «Rollin», 2017

13 січня 2017 року було оголошено, що Юджін і Херан, єдині учасниці з дебюту, припинять просування з гуртом. Юджін вирішила покинути гурт після того, як отримала ступінь театрального мистецтва в університеті Чунг Ан. Тим часом Херан візьме перерву через проблеми зі здоров'ям. Було зазначено, що нових учасниць не буде додано, і Brave Girls продовжуватимуть просування як гурт з п'яти учасниць: Мінйон, Юджон, Инджі, Юна та Хаюн, для можливого повернення в лютому або березні з новим релізом. Гурт випустив свій четвертий мініальбом Rollin' і однойменний головний сингл 7 березня. У жовтні 2017 року учасниці Юджон, Инджі та Юна, взяли участь у перезапуску айдол-шоу The Unit, прем'єра якого відбулася 28 жовтня. Ючжон і Инджі пройшли прослуховування. Инджі вибула на 45-му місці під час першого раунду вибування, тоді як Юджон вибула на 37-му місці під час другого раунду вибування.
11 серпня 2018 року гурт випустив «Rollin' (New Version)», змінену версію однойменного синглу, випущеного в 2017 році, як подарунок фанатам за їхню пристрасну підтримку пісні в минулому році. Також було оголошено, що поки що гурт буде складатися з 4 учасниць, оскільки Хаюн візьме перерву через свій стан здоров'я.
14 серпня 2020 року Brave Girls повернулися після майже трьох років у складі з чотирьох учасниць, включаючи Мінйон, Ючжон, Инджі та Юну, випустивши цифровий сингл під назвою «We Ride». Пізніше у 2020 році гурт був представлений в серії вебтунів, створеної Toontori за підтримки Міністерства культури, спорту та туризму Південної Кореї. Вони були одним з восьми гуртів, відібраних у рамках Проекту підтримки Hallyu Linked 2020, організованого Корейським агентством зі сприяння міжнародному культурному обміну спільно з Корейською асоціацією індустрії веб-мультфільмів.

### 2021—2022: прорив мейнстріму,Summer Queen,After 'We Ride',Thank Youта розформування
У лютому 2021 року відредаговане відео Brave Girls, де вони виконують пісню «Rollin'», стало вірусним на YouTube. У результаті пісня отримала сплеск популярності та піднялася на вершину музичних чартів у реальному часі. У відповідь гурт відновив промо-кампанію пісні. Юджон розповіла, що до того, як пісня стала вірусною, гурт був майже розпущений, оскільки вона та її колега Юна вже переїхали з гуртожитку. 12 березня «Rollin'» досяг свого першого ідеального вбивства (PAK) після того, як очолив як щоденні, так і реальні компоненти південнокорейського музичного рейтингу агрегатора iChart.

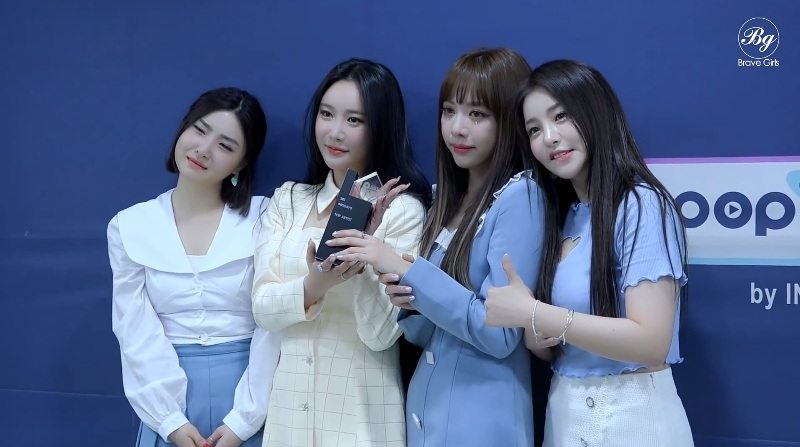
Brave Girls на Inkigayo після першої перемоги

14 березня Brave Girls отримали свою першу перемогу в музичному шоу на Inkigayo з піснею «Rollin'» через 1854 дні з моменту дебюту гурту, на той час був найдовший проміжок часу між дебютом і першою перемогою для будь-якого жіночого гурту. Пізніше рекорд побили Dreamcatcher, які отримали свою першу перемогу через 1923 дні після дебюту. Brave Girls отримали свою другу перемогу через кілька днів на The Show. Нова популярність Brave Girls також привернула увагу до пісні «We Ride», яка повернулася до цифрового чарту Gaon під номером 115, зрештою досягнувши четвертого місця.
29 квітня Brave Girls випустили спеціальну версію «High Heels» у співпраці з взуттєвим брендом Elcanto. 5 травня вони випустили рекламний сингл під назвою «Red Sun» для Lotte Department Store. 17 червня гурт випустив свій п'ятий мініальбом Summer Queen і його головний сингл «Chi Mat Ba Ram». Альбом посів 3 місце в Gaon Album Chart, а пісня посіла таку ж позицію в Gaon Digital Chart.
23 серпня Brave Girls випустили оновлену версію свого п'ятого мініальбому After «We Ride» і її головного синглу з тією ж назвою.
14 січня 2022 року було оголошено, що Мінйон тимчасово призупиняє свою діяльність через поганий стан здоров'я.
14 березня 2022 року Brave Girls повернулися зі своїм шостим мініальбомом Thank You та однойменним головним синглом.
21 лютого було підтверджено, що Brave Girls братимуть участь у Queendom 2. Гурт зайняв останнє місце з шістьох.
У травні 2022 року було оголошено, що Brave Girls дадуть концерт у США в липні 2022 року. 17 травня 2022 року Brave Entertainment оголосили, що Brave Girls випустять новий сингл, який переосмислює хіт Brown Eyed Girls 2008 року «How Come». Його реліз на платформі потокового передавання музики запланований на 23 травня.

### 2023— донині: підписання контрактів з Warner Music Korea та зміна назви
15 лютого 2023 року стало відомо, що Brave Girls планують випустити нову пісню «Goodbye», що призвело до припущень, що гурт має намір розформуватися після закінчення контракту. Пізніше того ж дня Brave Entertainment підтвердили, що гурт розформується через те, що усі 4 учасниці вирішили не продовжувати співпрацю з компанією. «Goodbye», їх остання пісня, була випущена того ж дня.
26 квітня всі 4 учасниці підписали контракт з Warner Music Korea і планують випустити нову музику влітку. Також було оголошено, що обговорюються «різні можливості» щодо подальшого використання назви гурту. 3 травня було оголошено, що гурт змінить назву на BB Girls.

## Учасниці
| Сценічний псевдонім | Сценічний псевдонім | Сценічний псевдонім | Справжнє ім'я | Справжнє ім'я  | Справжнє ім'я | Дата народження           | Позиція у гурті                                  |
| Українською         | Латиницею           | Хангилем            | Українською   | Латиницею      | Хангилем      | Дата народження           | Позиція у гурті                                  |
| ------------------- | ------------------- | ------------------- | ------------- | -------------- | ------------- | ------------------------- | ------------------------------------------------ |
| Мінйон              | Minyoung            | 민영                | Кім Мінйон    | Kim Min Young  | 김민영        | 12 вересня 1990 (34 роки) | Лідерка, головна вокалістка, танцюристка         |
| Юджон               | Yujeong             | 유정                | Нам Юджон     | Nam Yu Jeong   | 남유정        | 2 травня 1991 (33 роки)   | Вокалістка                                       |
| Инджі               | Eunji               | 은지                | Хон Инджі     | Hong Eun Ji    | 홍은지        | 19 липня 1992 (32 роки)   | Головна реперка, головна танцюристка, вокалістка |
| Юна                 | Yuna                | 유나                | Лі Юна        | Lee Yu Na      | 이유나        | 6 квітня 1993 (32 роки)   | Вокалістка, реперка, танцюристка, макне          |
| Колишні учасниці    |                     |                     |               |                |               |                           |                                                  |
| Инйон               | Eunyoung            | 은영                | Пак Инйон     | Park Eun Young | 박은영        | 15 жовтня 1987 (37 років) | Лідерка, головна вокалістка, танцюристка         |
| Соа                 | Seoah               | 서아                | Пак Соа       | Park Seo Ah    | 박서아        | 9 лютого 1988 (37 років)  | Головна танцюристка, вокалістка                  |
| Єджін               | Yejin               | 예진                | Хан Єджін     | Han Ye Jin     | 한예진        | 24 січня 1990 (35 років)  | Вокалістка                                       |
| Юджін               | Yoojin              | 유진                | Чон Юджін     | Jung Yoo Jin   | 정유진        | 14 вересня 1992 (32 роки) | Вокалістка, реперка                              |
| Херан               | Hyeran              | 혜란                | Но Херан      | Noh Hye Ran    | 노혜란        | 9 квітня 1993 (32 роки)   | Головна реперка, головна танцюристка, вокалістка |
| Хаюн                | Hayun               | 하윤                | Лі Хвасі      | Lee Hwasi      | 이화시        | 29 серпня 1994 (30 років) | Вокалістка, макне                                |

## Дискографія

##### Мініальбоми
- Back to da Future (2011)
- Re-Issue (2012)
- High Heels (2016)
- Rollin' (2017)
- Summer Queen (2021)
- Thank You (2022)

## Фільмографія

### Телевізійні шоу
| Рік  | Назва      | Роль     | Прим.  |
| ---- | ---------- | -------- | ------ |
| 2022 | Queendom 2 | Учасниці | [ 51 ] |

### Веб-шоу
| Рік  | Назва                     | Роль   | Нотатки            | Прим.  |
| ---- | ------------------------- | ------ | ------------------ | ------ |
| 2022 | Saturday Night Live Korea | Ведучі | 2 сезон, 15 епізод | [ 58 ] |

## Нагороди та номінації
| Нагорода                           | Рік  | Категорія                              | Номінант / Робота | Результат | Прим.         |
| ---------------------------------- | ---- | -------------------------------------- | ----------------- | --------- | ------------- |
| Asia Artist Awards                 | 2021 | Best Artist Award – Singer             | Brave Girls       | Перемога  | [ 59 ]        |
| Asia Artist Awards                 | 2021 | Hot Trend Award                        | Brave Girls       | Перемога  | [ 60 ]        |
| Asia Artist Awards                 | 2021 | Popularity Award – Idol Group (Female) | Brave Girls       | Номінація | [ 61 ]        |
| Asia Model Awards                  | 2021 | Popular Star Award                     | Brave Girls       | Перемога  | [ 62 ]        |
| Brand of the Year Awards           | 2021 | Female Idol                            | Brave Girls       | Перемога  | [ 63 ]        |
| Brand of the Year Awards           | 2021 | Hot Icon                               | Brave Girls       | Перемога  | [ 63 ]        |
| Broadcasting Advertising Festival  | 2021 | CF Star of the Year                    | Brave Girls       | Перемога  | [ 64 ]        |
| The Fact Music Awards              | 2021 | Artist of the Year (Bonsang)           | Brave Girls       | Перемога  | [ 65 ]        |
| Forbes Korea K-Pop Awards          | 2021 | Female Popularity Award                | Brave Girls       | Перемога  | [ 66 ]        |
| Gaon Chart Music Awards            | 2022 | Song of the Year – June                | «Chi Mat Ba Ram»  | Перемога  | [ 67 ]        |
| Gaon Chart Music Awards            | 2022 | Mubeat Global Choice Award – Female    | Brave Girls       | Номінація | [ 68 ]        |
| Golden Disc Awards                 | 2022 | Best Group                             | Brave Girls       | Перемога  | [ 69 ]        |
| Golden Disc Awards                 | 2022 | Best Digital Song (Bonsang)            | «Chi Mat Ba Ram»  | Номінація | [ 70 ]        |
| Korea Arts & Culture Awards        | 2021 | Popular Singer                         | Brave Girls       | Перемога  | [ 71 ]        |
| Korea Broadcasting Awards          | 2021 | Best Female Artist                     | Brave Girls       | Перемога  | [ 72 ]        |
| Korea Culture Entertainment Awards | 2011 | Rookie of the Year                     | Brave Girls       | Перемога  | [ 73 ] [ 74 ] |
| Melon Music Awards                 | 2021 | Hot Trend Award                        | Brave Girls       | Перемога  | [ 75 ]        |
| Melon Music Awards                 | 2021 | Album of the Year                      | Summer Queen      | Номінація | [ 76 ]        |
| Melon Music Awards                 | 2021 | Best Female Group                      | Brave Girls       | Номінація | [ 76 ]        |
| Melon Music Awards                 | 2021 | Netizen Popularity Award               | Brave Girls       | Номінація | [ 76 ]        |
| Melon Music Awards                 | 2021 | Top 10 Artist Award                    | Brave Girls       | Номінація | [ 76 ]        |
| Mnet Asian Music Awards            | 2011 | Best New Female Artists                | Brave Girls       | Номінація | [ 77 ]        |
| Mnet Asian Music Awards            | 2021 | KTO Breakout Artist                    | Brave Girls       | Перемога  | [ 78 ]        |
| Mnet Asian Music Awards            | 2021 | Album of the Year                      | Summer Queen      | Номінація | [ 79 ]        |
| Mnet Asian Music Awards            | 2021 | Artist of the Year                     | Brave Girls       | Номінація | [ 79 ]        |
| Mnet Asian Music Awards            | 2021 | Best Female Group                      | Brave Girls       | Номінація | [ 80 ]        |
| Mnet Asian Music Awards            | 2021 | Worldwide Fans' Choice Top 10          | Brave Girls       | Номінація | [ 79 ]        |
| Mnet Asian Music Awards            | 2022 | Worldwide Fans' Choice Top 10          | Brave Girls       | Номінація | [ 81 ]        |
| Seoul Music Awards                 | 2022 | Main Award (Bonsang)                   | Brave Girls       | Перемога  | [ 82 ]        |
| Seoul Music Awards                 | 2022 | K-Wave Popularity Award                | Brave Girls       | Номінація | [ 83 ]        |
| Seoul Music Awards                 | 2022 | Popularity Award                       | Brave Girls       | Номінація | [ 83 ]        |
| Seoul Music Awards                 | 2022 | U+Idol Live Best Artist Award          | Brave Girls       | Номінація | [ 84 ]        |

## Нотатки
1. ↑  Brave Girls були офіційно розформовані між 16 лютого 2023 року та 26 квітня 2023 року.